# Fábio Bilica
Fábio Alves da Silva (Campina Grande, 4 de janeiro de 1979), mais conhecido como Fábio Bilica, é um ex-futebolista brasileiro que atuava como zagueiro.

## Carreira

### Início
Cria das divisões de base do Vitória, foi emprestado ao Vila Branca da cidade de Solânea, na Paraíba, aos 17 anos, num curto contrato até o final do Campeonato Paraibano de 1998. Logo em seguida, com ainda 18 anos, foi contratado pelo Venezia, da Itália. O zagueiro só tornou-se conhecido em seu país, entretanto, quando o então técnico da Seleção Brasileira Sub-23, Vanderlei Luxemburgo, convocou-o em 1999 para o Torneio Pré-Olímpico Sul-Americano.

### Seleção Brasileira Sub-23
Para estar nas Olimpíadas de Sydney, o beque teve de lutar contra o clube, que não queria liberá-lo. O esforço acabou não premiado: o Brasil caiu nas quartas de final para Camarões e Bilica afundaria com a maior parte do time, não recebendo mais chances na Seleção.

### Futebol italiano
Ainda no Venezia, ficaria mais conhecido também na Itália dois anos depois por um momento ruim: em um jogo contra o Brescia, provocou a lesão no joelho de Roberto Baggio que impediu a estrela, que tinha chances reais de ir à Copa do Mundo FIFA de 2002, figurar no torneio. Naquele verão europeu, Bilica trocaria o Venezia, onde ficou conhecido pela sua defesa de pênalti contra o jogador ucraniano Andriy Shevchenko, pelo Palermo e, em 2003, passaria pelo próprio Brescia, onde tornou-se colega de clube de Baggio, já tendo feito as pazes com o astro. Ainda em 2003, iria para o Ancona.

### Grêmio
Após seis anos fazendo o pé de meia no futebol italiano, em 2004 o zagueiro retornou ao futebol brasileiro, para jogar no Grêmio, após não conseguir acertar com Fluminense e Goiás.

### Fenerbahçe
Depois de seu curto retorno ao Brasil, Bilica retornou à Europa, passando por clubes pequenos e sem se destacar. Chegou ao Fenerbahçe em 2009.

### Auto Esporte
Em 2017, o experiente zagueiro volta à sua terra natal, o estado da Paraíba, para defender as cores do Auto Esporte. O Auto não tem o sistema internacional para fazer as transferências de atletas vindos de fora; assim, teve de pedir ajuda ao Campinense para que este o trouxesse, rescindisse seu contrato e aí fosse confirmado como novo reforço do Macaco Autino.

### São Paulo Crystal
Posteriormente, em parceria com seu técnico, atuou no São Paulo Crystal, dando ascensão a sua carreira que aos poucos vem sendo reerguida no Brasil.

### Batatais e América de Pedrinhas
No dia 4 de janeiro de 2019 foi contratado pelo Batatais para a disputa do Campeonato Paulista A3. Já no dia 1 de dezembro do mesmo ano, foi confirmado como reforço do América de Pedrinhas.

### Forte Rio Bananal
Em maio de 2021 foi confirmado como reforço do Forte Rio Bananal, equipe que disputa a segunda divisão do Campeonato Capixaba.[carece de fontes?]

## Vida pessoal
No ano de 2004, quando era jogador do Grêmio, foi alvo de uma falsa informação envolvendo seu nome e do também zagueiro Capone, a qual dizia que ambos foram flagrados em relação sexual em uma poltrona do ônibus do clube. O fato foi desmentido por ambos, anos mais tarde.
Em 2012, foi acusado de estupro por uma adolescente, na cidade de João Pessoa.No ano de 2015, Bilica foi preso por não pagamento de pensão. Em 2023, foi preso novamente por não pagar a pensão alimentícia de seu filho.

## Títulos
Vitória
- Copa Maria Quitéria: 1998

Köln
- 2. Bundesliga: 2004–05

Fenerbahçe
- Supercopa da Turquia: 2009
- Süper Lig: 2010–11
- Copa da Turquia: 2011–12

Seleção Brasileira Sub-23
- Torneio Pré-Olímpico: 2000